# Dionysia lamingtonii
Dionysia lamingtonii är en viveväxtart som beskrevs av Otto Stapf. Dionysia lamingtonii ingår i dionysosvivesläktetsom ingår i familjen viveväxter. Inga underarter finns listade i Catalogue of Life.

## Bilder

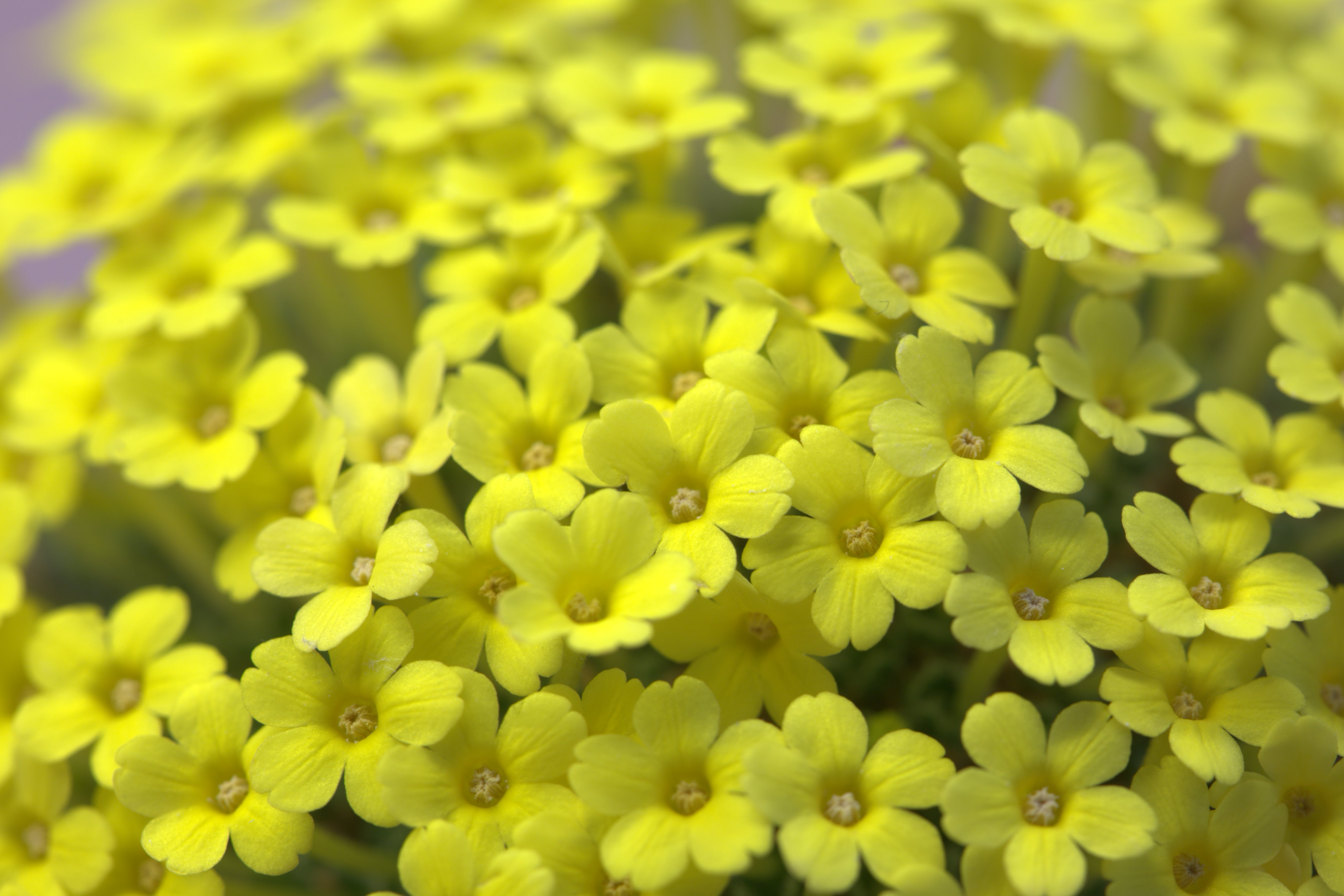